# Giorgio Agnelli
Giorgio Agnelli (Torino, 29 novembre 1929 – Prangins, 2 aprile 1965) è stato un imprenditore italiano membro della famiglia Agnelli.

## Biografia
Era figlio di Edoardo Agnelli e di Virginia Bourbon del Monte e quindi fratello di Clara, Susanna, Gianni, Maria Sole, Cristiana e Umberto Agnelli.
Studiò all'Università di Harvard negli USA, ma non poté  partecipare alle attività industriali e finanziarie degli altri membri della famiglia a causa di una grave malattia.
Morì, presso l'ospedale psichiatrico di Prangins, il 2 aprile 1965 dove era da tempo ricoverato. Secondo la poetessa Marta Vio, che per circa dieci anni fu sua compagna, Giorgio soffriva da tempo di schizofrenia. I due si erano conosciuti nel 1946 sulla spiaggia di Forte dei Marmi, il luogo di villeggiatura della famiglia Agnelli.